# レジナルド・マッケナ
レジナルド・マッケナ（Reginald McKenna、1863年7月6日 - 1943年9月6日）は、イギリスの銀行家及びリベラル派の政治家。
ヘンリー・キャンベル＝バナマン内閣における彼の最初の役職は、教育委員会の委員長であり、後に海軍本部の海軍卿（ファースト・ロード）となった。彼の最も重要な役割は、バナマン首相の後を継いだハーバート・ヘンリー・アスキス首相在職中の内務大臣及び財務大臣だった。彼は、慎重・周到であり、細かい点だけでなく、官僚そして熱心な徒党の一員になることに注意を払った。